# Monts de Gy
Les monts de Gy sont un massif montagneux situé dans le sud du département de la Haute-Saône, entre les vallées de la Saône et de l'Ognon, et correspondant à la partie méridionale des plateaux centraux de la Haute-Saône. Cette région naturelle s'étendant sur environ 10 000 ha est couverte principalement de forêts mais présente également une variété de paysages de pelouses sèches, vergers, vignobles, pâturages et champs de culture. Ce relief est dénommé d'après le village de Gy et s'étend sur une longueur de près de 30 kilomètres entre les communes de Cult et Maizières. Il s'est formé il y a environ 150 millions d'années.

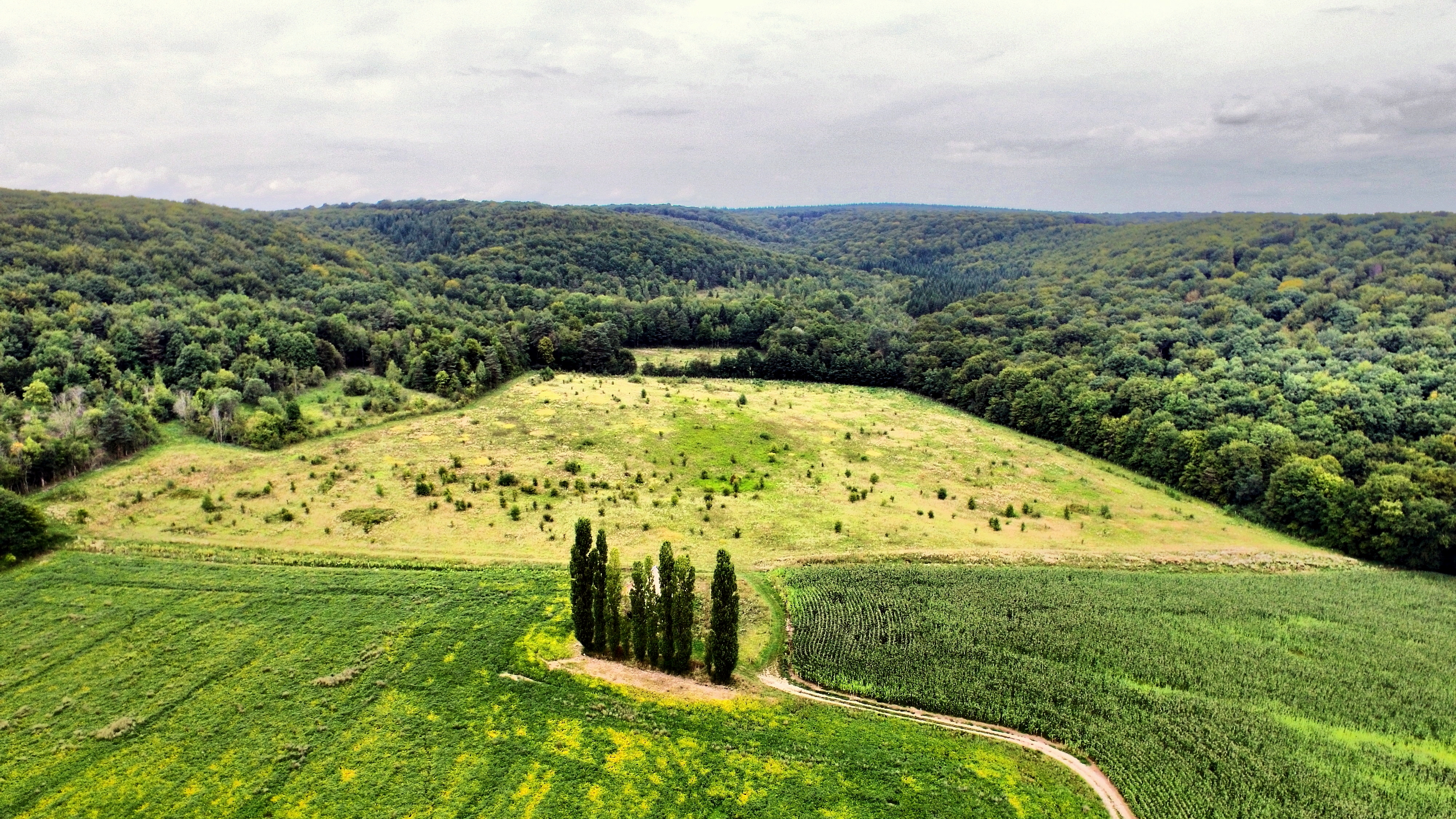
Le vallon de Fontenelay, au cœur des monts de Gy.

## Géographie

### Sommets
Le massif culmine à la côte de Grachaux, sur la commune de Oiselay-et-Grachaux, avec une altitude de 433 mètres.
Parmi les autres sommets :
- le bois de Natoy (380 mètres) sur la commune de Gy ;
- le Chamborneux (374 mètres) sur la commune d'Autoreille ;
- le mont Varin (353 mètres) sur la commune d'Avrigney-Virey ;
- la Folle (311 mètres) sur la commune de Bucey-lès-Gy.